# Дяково
 Тази статия е за селото в България.  За града в Косово вижте Дяково (Косово).  
Дяково е село в Западна България. Намира се в община Дупница, област Кюстендил.

## География
Село Дяково се намира в планински район. Разположено е между планините Рила и Верила, на главен път Е-79, на 7 km от град Дупница и на 10 km от град Бобов дол. Къщите са разположени в седем махали. Селото е дълго около 5 km.

## Население
Численост и дял на етническите групи според преброяването на населението през 2011 г.:
|                     | Численост | Дял (в %) |
| Общо                | 327       | 100,00    |
| Българи             | 320       | 97,85     |
| Турци               | 0         | 0,00      |
| Цигани              | 0         | 0,00      |
| Други               | 0         | 0,00      |
| Не се самоопределят | 4         | 1,22      |
| Неотговорили        | 3         | 0,91      |

## Обществени институции
- Кметство

## Културни и природни забележителности
Преди центъра на селото над самия разклон за язовир „Дяково“ се намира параклисът „Свети Спас“. Вляво от центъра и малко нагоре се намира църквата „Света Богородица“.
При строителството на автомагистрала „Струма“ през април 2012 г. е открито късноантично селище, проучено под ръководството на археолога доц. Румен Спасов. То е датирано на около 250 – 550 г. н.е. Събраните животински останки, определени от проф. Златозар Боев принадлежат на 4 вида диви ловни бозайници – зубър (Bison bonasus), благороден елен (Cervus elaphus), вероятно елен лопатар (Cervus dama) и вълк (Canis lupus) и на 9 форми на домашни бозайници – говедо (Bos taurus), коза (Capra hircus), овца (Ovis aries), кон (Equus caballus), магаре (Equus asinus), свиня (Sus domesticus) и куче (Canis familiaris). Съотношението на диви към домашни бозайници е приблизително 1:4 в полза на домашните. Находката от зубър е една от няколкото точно датирани архео-зоологични находки на вида в страната.

## Редовни събития
- На 8 септември се провежда традиционния събор, който се прави на центъра на селото.
- На Спасовден се организира „малкият“ събор на параклиса „Свети Спас“.

## Личности
- Руска Божилова, народна певица, солистка на ансамбъл „Филип Кутев“
- Лозанка Пейчева, български учен фолклорист и музиколог, професор

## Други

### Кухня
Селото се слави със своята дяковска пърженица с люти чушлета и вкусните си череши.

## Галерия
- Църква „Света Богородица“
- Стара къща от 1942 година
- Стара къща от 1949 година
- Паметник на падналите през войните
- Отбивката за Дяково от пътя София – Рилски манастир